# Ivan Prpić (general)
Ivan Prpić (Vlasenica kraj Sarajeva, 12. ožujka 1887. – Zagreb, 10. siječnja 1967.), general pješaštva u Domobranstvu NDH i čelni od 1942. do 1943. godine. Nositelj Vojničkog reda željeznog trolista od 1942. godine. 
Završio pješačku kadetsku školu u Budimpešti, pohađao Ratnu školu u Beču, a poslije I. svjetskog rata završio generalštabni tečaj u Beogradu 1922., kada je i promaknut u čin generalštabnog majora. U rujnu 1939. promaknut u čin generalštabnoga brigadnoga generala vojske Kraljevine Jugoslavije. Nakon uspostave NDH pristupa Hrvatskom domobranstvu. U kolovozu 1941. smijenjen je s dužnosti zbog sukoba s ustaškim dužnosnicima. U travnju 1942. postavljen je za glavara Stožera Glavnog stana Poglavnika, koji je osnovan kako bi koordinirao rad domobranstva i Ustaške vojnice. U jesen 1942. imenovan je glavarom Stožera domobranstva i na tom je mjestu ostao sve do kolovoza 1943.[Broj stranice?]
U srpnju 1943. godine na njega je izveden atentat, no nije ga usmrtio. Neki autori smatraju da bi organizator atentata mogao biti Ivo Herenčić. U veljači 1944. godine je umirovljen te odlazi s obitelji u Slovačku, a poslije u Prag u ponovno uspostavljenoj Čehoslovačkoj. Britanci su ga uhitili u kolovozu 1945. i odveli nazad u Hrvatsku, sada u Titovoj Jugoslaviji. Nakon ispitivanja u Beogradu i Zagrebu pušten je listopada iste godine.
Jedan je od malobrojnih generala NDH kojeg komunistički režim nije osudio. Pokopan je na mirogojskom groblju.